# Neudorf-Bornstein
Neudorf-Bornstein (in danese Nytorp-Bornstein) è un comune di 1.080 abitanti dello Schleswig-Holstein, in Germania.
Appartiene al circondario (Kreis) di Rendsburg-Eckernförde (targa RD) ed è parte della comunità amministrativa (Amt) di Dänischer Wohld.